# Sammy Korir
Sammy Korir (12 december 1971) is een voormalig Keniaanse langeafstandsloper, die gespecialiseerd was in de marathon.

## Loopbaan
Korir werd bekend als de tweede man ooit die een marathon onder de 2 uur en 5 minuten liep. Hij liep 2:04.56 in de marathon van Berlijn in 2003 en finishte daarmee op slechts één seconde achterstand van zijn landgenoot, Paul Tergat, die een wereldrecord liep. Het opvallende hierbij was bovendien, dat Korir was aangetrokken als tempomaker. Hij bleef echter in de wedstrijd en voltooide de marathon. Merkwaardig genoeg liep Korir in de jaren die volgden weliswaar nog vele marathons, maar kwam hij nooit in de buurt van zijn tijd in Berlijn.
Na de halve marathon van Leiden in 2014 heeft hij geen (internationale) wedstrijden meer gelopen.

## Persoonlijke records
| Onderdeel      | Prestatie | Datum             | Plaats       |
| -------------- | --------- | ----------------- | ------------ |
| 800 m          | 1.51,80   | 4 mei 2007        | Eldoret      |
| 10 km          | 29.27     | 25 mei 2003       | Arezzo       |
| 10 Eng. mijl   | 49.41     | 7 september 2008  | Tilburg      |
| halve marathon | 1:00.15   | 27 september 1998 | Grevenmacher |
| 25 km          | 1:14.42   | 28 september 2003 | Berlijn      |
| 30 km          | 1:29.25   | 28 september 2003 | Berlijn      |
| marathon       | 2:04.56   | 28 september 2003 | Berlijn      |

## Palmares

### halve marathon
- 1997: 4e halve marathon van Lissabon - 1:02.16
- 1997:  Great North Run - 1:00.43
- 1998:  Route du Vin - 1:00.15
- 1999:  halve marathon van Barcelona - 1:04.12
- 1997: 4e halve marathon van Lissabon - 1:02.16
- 1997:  Great North Run - 1:00.43
- 1998:  Route du Vin - 1:00.15
- 1999: 4e halve marathon van Lissabon - 1:00.37
- 1999: 11e WK in Palermo - 1:02.19
- 2001:  halve marathon van Lille (Rijsel) - 1:02.09
- 2002:  halve marathon van Azpetia - 1:02.19
- 2003: 5e halve marathon van Coamo - 1:05.41
- 2003:  halve marathon van Setubal - 1:02.17
- 2004:  halve marathon van Coamo - 1:03.04
- 2013:  halve marathon van Leiden - 1:06.15

### marathon
- 1996:  marathon van Florence - 2:15.04
- 1996:  marathon van Cancun - 2:12.33
- 1997:  marathon van Rotterdam - 2:08.02
- 1997:  marathon van Amsterdam - 2:08.24
- 1998:  marathon van Amsterdam - 2:08.13
- 1999:  marathon van Turijn - 2:08.27
- 1999: 13e marathon van Chicago - 2:13.08
- 2001:  marathon van Rotterdam - 2:08.14
- 2002:  marathon van Oita - 2:11.45
- 2002:  marathon van San Diego - 2:09.01
- 2002: 5e marathon van Amsterdam - 2:08.09,9
- 2003:  marathon van Xiamen - 2:10.44
- 2003: 4e marathon van San Diego - 2:11.36
- 2003:  marathon van Berlijn - 2:04.56
- 2004:  marathon van Londen - 2:06.48
- 2004:  marathon van Fukuoka - 2:11.45
- 2005: 9e marathon van Londen - 2:12.36
- 2005: 9e marathon van Chicago - 2:10.53
- 2006:  marathon van Tokio - 2:10.07
- 2006:  marathon van Rotterdam - 2:06.37,7
- 2008:  marathon van Dubai - 2:08.01
- 2008:  marathon van Seoel - 2:07.32
- 2009: 4e marathon van Tokio - 2:11.57
- 2010: 18e marathon van Berlijn - 2:19.55
- 2012:  marathon van Gunsan - 2:11.29
- 2012: 11e marathon van Gyeongju - 2:12.00